# Бражник Комарова
Бражник Комарова (лат. Rethera komarovi) — бабочка из семейства бражников (Sphingidae).

## История открытия
Впервые был найден в 1885 году в окрестностях Ашхабада. Известный энтомолог Гуго Теодор Христоф получил бабочку от генерал-лейтенанта Комарова.

## Описание
Размах крыльев 55—75 мм. Верхние крылья зелёного цвета с кремовой поперечной перевязью. Внешний край крыльев оливково-зеленоватый. Задние крылья жёлтого цвета с бурым внешним краем.

## Подвиды
- Rethera komarovi komarovi (Christoph, 1885)
- Rethera komarovi manifica (Brandt, 1938)

## Местообитания и время лёта
Обитает в сухих горах и предгорьях, на высотах 600—1600 метров над уровнем моря. Участки с фриганоидной растительностью — трагакантники и сухие горные степи. Бабочки летают на различных участках своего ареала начиная с апреля — конца мая до конца июня — начала июля.

## Распространение
Балканы и юг Закавказья, Малая Азия, Азербайджан: Долина Аракса, Талыш (Зуванд), Шемаха (Пиркули), Иран, Афганистан, Средняя Азия.

## Биология
Развиваются в одном поколении. Активны ночью, особенно после полуночи.

## Размножение
Гусеницы длиной 70—90 мм. Появляются в июле и начале августа. Активны по ночам. Питаются листьями местных видов молочая. Окукливаются в почве, зимуют куколки.